# Gryllacris oaxacae
Gryllacris oaxacae är en insektsart som beskrevs av Morgan Hebard 1932. Gryllacris oaxacae ingår i släktet Gryllacris och familjen Gryllacrididae. Inga underarter finns listade i Catalogue of Life.